# Men (Bildhauer)
Men war während der Regierungszeit der Pharaonen Amenophis III. und dessen Sohn Amenophis IV. „Oberster der Bildhauer“ und „Leiter der Bauarbeiten am roten Berg“. Bekannt ist er durch das Relief auf einer Felsstele in Assuan, die ihn zusammen mit seinem Sohn, dem Baumeister und Bildhauer Bak zeigt. Dort wird Men als „Oberster der Künstler an den sehr großen Denkmälern des Königs“ bezeichnet. Die Abbildung zeigt ihn vor einer Statue des Pharao Amenophis III. stehend, die allgemein als einer der Memnonkolosse identifiziert wird. Aufgrund dieser Identifizierung gilt es heute als wahrscheinlich, dass diese Sandsteinstatuen vermutlich unter seiner Anleitung errichtet wurden.